# Institut für Radiobiologie der Bundeswehr
Das Institut für Radiobiologie der Bundeswehr (InstRadBioBw) in München forscht auf dem Gebiet des medizinischen A-Schutzes und der Strahlenmedizin. Es ist in seiner Fachkompetenz weltweit als Ansprechstelle anerkannt.

## Geschichte
Mit dem Umzug der Sanitätstruppenschule der Bundeswehr nach München im Jahr 1957 erhielt der Sanitätsdienst der Bundeswehr erstmals die federführende Rolle für die Forschung auf dem Gebiet des medizinischen ABC-Schutzes, der bis dahin bei der Bundeswehr Bestandteil des Aufgabenbereichs der ABC-Abwehrtruppe war. Erst einige Jahre später war eine effektive experimentelle Forschungsarbeit möglich. Im Jahr 1966 wurde für die Forschungsarbeit ein eigenes Laboratoriumsgebäude in München fertiggestellt. Mit dem Umzug in die Ernst-von-Bergmann-Kaserne erhielt das Institut 1980 die heutige Bezeichnung.
Gemeinsam mit dem Institut für Mikrobiologie der Bundeswehr und dem Institut für Pharmakologie und Toxikologie der Bundeswehr wurde das Institut im August 2002 zur selbstständigen Dienststelle des Zentralen Sanitätsdienstes der Bundeswehr und dem Sanitätsamt der Bundeswehr unterstellt. Am 1. März 2007 erhielt das Institut offiziell den Titel Institut für Radiobiologie der Bundeswehr in Verbindung mit der Universität Ulm. Seit 2012 sind alle drei Institute militärisch wieder der Sanitätsakademie unterstellt.

## Aufgaben
- Bereitstellung von Expertensachverstand, Spezialdiagnostikkapazität, Grundsätzen, Konzepten, Richtlinien und Verfahren zur Erhaltung/Wiederherstellung der Gesundheit von A- bzw. mit nicht-ionisierenden Strahlen Exponierten.
- Bereitstellung mobiler Einsatzkräfte (Task-Forces) bei militärischen A-Gefährdungslagen sowie zur medizinischen Verifikation von Strahlenexpositionen.
- Forschung zu Pathomechanismen, Vorbeugung, Erkennung, Behandlung und Epidemiologie von Gesundheitsstörungen durch A-Exposition bzw. Wirkungen durch nicht-ionisierende Strahlen.[3]
- Bereitstellung von Expertensachverstand und mobilen Einsatzkräften im Rahmen des Response and Assistance Networks der IAEA.[4]